# Parasimpaticomimètic
Un medicament parasimpaticomimètic, o agonista colinèrgic, (o, més rarament, colinomimètic) és una substància que estimula el sistema nerviós parasimpàtic (SNPS). S'anomenen medicaments colinèrgics perquè actuen en l'acetilcolina (ACh), neurotransmissor utilitzat pel SNPS. Així els productes químics d'aquesta família poden actuar directament estimulant els receptors nicotínics o el muscarínics (imitant així l'acetilcolina), o indirectament mitjançant la inhibició de la colinesterasa, promovent l'alliberament d'acetilcolina o per altres mecanismes. Els usos habituals dels parasimpaticomimètics inclouen glaucoma, síndrome de Sjögren i bufeta hipoactiva.
Entren en aquesta categoria algunes armes químiques com ara sarín o VX, productes no letals utilitzats per la policia antiavalots com el gas lacrimogen, i els insecticides com el diazinon.